# Apostolisches Glaubensbekenntnis
Das apostolische Glaubensbekenntnis, auch Apostolikum genannt, ist eine Form der christlichen Glaubensbekenntnisse, eine fortgebildete Variante des altrömischen Glaubensbekenntnisses. Seine Ursprünge liegen entweder in einer frühen Ausformulierung der Regula fidei oder in einer Weiterentwicklung von Tauffragen.

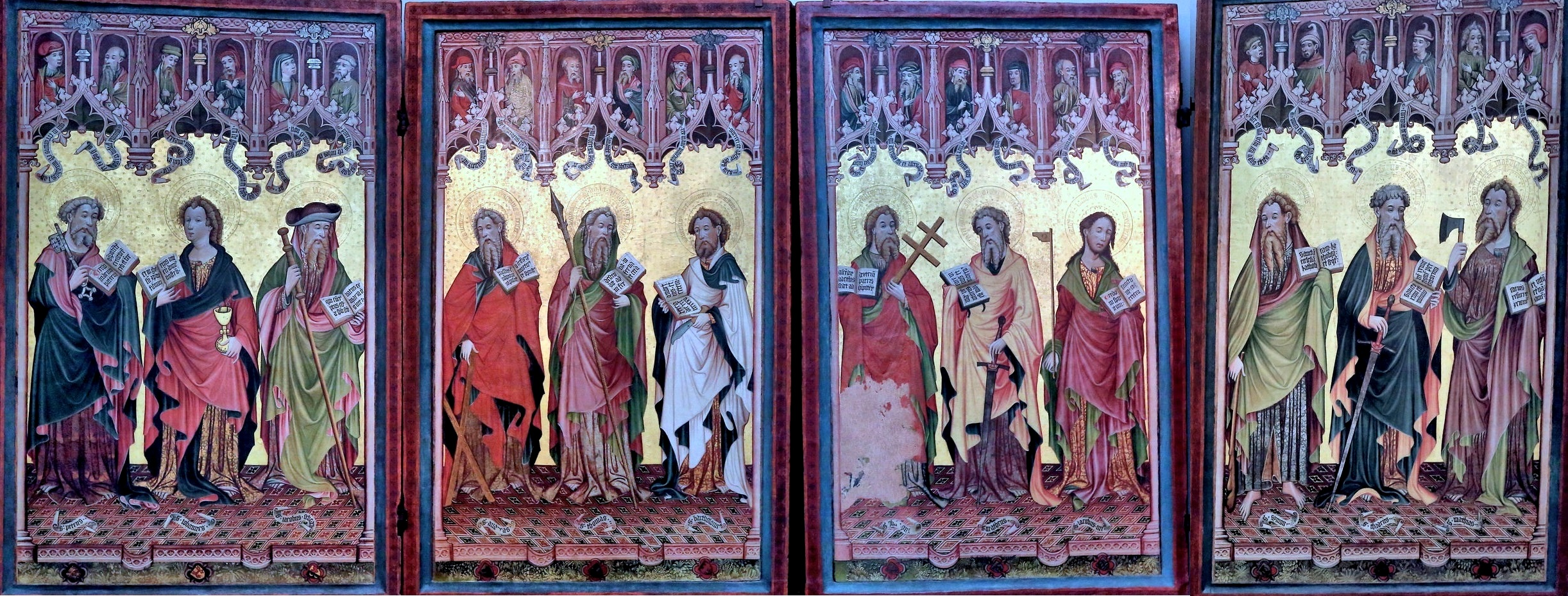
Die zwölf Apostel, jeder mit dem ihm im Mittelalter zugeschriebenen Abschnitt des Apostolikums (Göttinger Barfüßeraltar, 1424)

## Funktion
Ein Glaubensbekenntnis wie das apostolische Glaubensbekenntnis benennt die wichtigsten Glaubensinhalte zum Zwecke des liturgischen (gottesdienstlichen) Betens und Bekennens. Das apostolische Glaubensbekenntnis wird von den westlichen Kirchen allgemein anerkannt. In der römisch-katholischen und der alt-katholischen Kirche wird es an Sonn- und Feiertagen in der heiligen Messe, in den evangelischen Kirchen im Gottesdienst gesprochen bzw. gesungen – es sei denn, es wird das Nicäno-Konstantinopolitanum vorgezogen oder ein Credolied gesungen. In reformierten Gemeinden wird zuweilen die erste Frage des Heidelberger Katechismus als Glaubensbekenntnis gesprochen. Zudem sind es in der katholischen Messe das Taufbekenntnis (in Frage- und Antwortform, auch bei der Tauferneuerung) sowie der Anfang des Rosenkranzgebets. In der Kirche von England hat es eine herausragende Bedeutung, da es morgens und abends zu rezitieren ist. In manchen reformierten Kirchen wird das Credo nur in Gottesdiensten mit Taufe oder Konfirmation gesprochen. Auch in der Neuapostolischen Kirche ist es Teil des allgemeinen Glaubensbekenntnisses, findet jedoch keine Verwendung in der Liturgie. In den östlichen Kirchen ist es im Allgemeinen unbekannt; dort wird stattdessen das Nicäno-Konstantinopolitanum verwendet.
Inhaltlich besteht das Glaubensbekenntnis aus drei Artikeln, die die Dreieinigkeit (Trinität) Gottes verdeutlichen. In jedem Artikel wird eine Person der Trinität betrachtet: im ersten Artikel Gottvater, der Schöpfer, dann Jesus Christus, der Sohn und Weltenrichter, dann der Heilige Geist, der besonders die Gemeinschaft in der Kirche wirkt.

## Geschichte

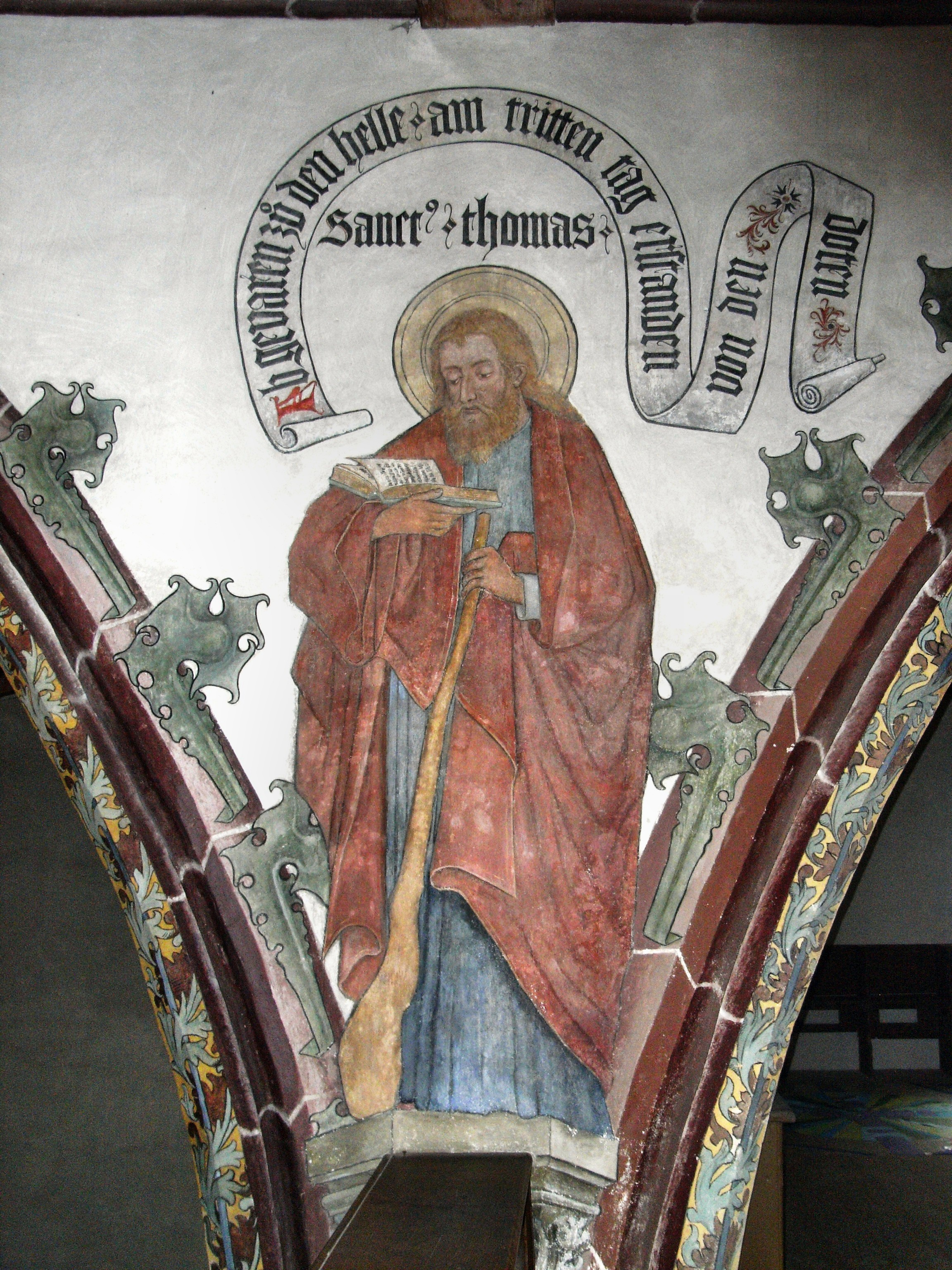
Detail aus dem Apostelcredo der Frauenkirche in Memmingen, mittelalterliche bildliche Zuordnung der zwölf Apostel zu den Artikeln des Glaubensbekenntnisses

Das Glaubensbekenntnis ist in der vorliegenden Form wahrscheinlich in Gallien im fünften Jahrhundert entstanden. Vorformen stellen das Urbekenntnis „Jesus ist Herr“ und dreigliedrige Bekenntnisse des Vaters, des Sohnes und des Heiligen Geistes, die sich bereits im Neuen Testament nachweisen lassen, Taufbekenntnisse (z. B. das Taufbekenntnis in der apostolischen Tradition des Hippolyt von Rom), Glaubensregeln und das Romanum dar.
Schon früh hatte man behauptet, die zwölf Apostel selbst hätten das Bekenntnis, inspiriert vom Heiligen Geist, in Gemeinschaftsarbeit formuliert – so erstmals 390 in einem Brief der Mailänder Synode an Papst Siricius sowie gleichfalls noch im vierten Jahrhundert bei Rufin und Ambrosius. Allerdings wies bereits im 15. Jahrhundert Laurentius Valla nach, dass diese Überlieferung historisch nicht haltbar sei. Auf dem Konzil von Ferrara-Florenz 1438–1445 stellte die orthodoxe Seite die direkte apostolische Herkunft ausdrücklich in Frage. Joseph Ratzinger (Papst Benedikt XVI.) formuliert einen breiten, überkonfessionellen Konsens, wenn er die Geschichte vom apostolischen Ursprung als im vierten Jahrhundert entstandene Legende bezeichnet – unbeschadet des apostolischen Inhalts des Bekenntnisses. Das Apostelcredo – die Darstellung der zwölf Apostel, denen jeweils einer der zwölf Sätze des Glaubensbekenntnisses zugeordnet ist – gehörte bis zum Barock zum festen Bestand der kirchlichen Kunst.
Im 20. Jahrhundert wuchs seine Bedeutung sowohl infolge der ökumenischen Bewegung als auch der Liturgiereform. Hierzu wurde 1971 eine dem heutigen Sprachgebrauch angepasste Form erstellt, die neben der lateinischen Fassung zitiert wird.

## Wortlaut
| Lateinisch | Deutsch (ökumenische Fassung) |
| --- | --- |
| Credo in Deum, Patrem omnipotentem, Creatorem caeli et terrae. Et in Iesum Christum, Filium eius unicum, Dominum nostrum: qui conceptus est de Spiritu Sancto, natus ex Maria virgine, passus sub Pontio Pilato, crucifixus, mortuus, et sepultus, descendit ad inferos: tertia die resurrexit a mortuis; ascendit ad caelos; sedet ad dexteram Dei Patris omnipotentis: inde venturus est iudicare vivos et mortuos. Credo in Spiritum Sanctum, sanctam Ecclesiam catholicam, Sanctorum communionem, remissionem peccatorum, carnis resurrectionem, vitam aeternam. Amen. Textfassung aus dem Missale Romanum von 1970. | Ich glaube an Gott, den Vater, den Allmächtigen, den Schöpfer des Himmels und der Erde. Und an Jesus Christus, seinen eingeborenen Sohn, unsern Herrn, empfangen durch den Heiligen Geist, geboren von der Jungfrau Maria, gelitten unter Pontius Pilatus, gekreuzigt, gestorben und begraben, hinabgestiegen in das Reich des Todes, am dritten Tage auferstanden von den Toten, aufgefahren in den Himmel; er sitzt zur Rechten Gottes, des allmächtigen Vaters; von dort wird er kommen, zu richten die Lebenden und die Toten. Ich glaube an den Heiligen Geist, die heilige katholische (christliche/allgemeine) Kirche, Gemeinschaft der Heiligen, Vergebung der Sünden, Auferstehung der Toten und das ewige Leben. Amen. Übersetzung, die am 15./16. Dezember 1970 von der Arbeitsgemeinschaft für liturgische Texte der Kirchen des deutschen Sprachgebietes verabschiedet wurde. |

## Kontroversen
In der Passage „die heilige katholische Kirche“ wird in evangelischen Kirchen des deutschen Sprachraums der inzwischen zur Konfessionsbezeichnung gewordene Begriff „katholisch“ (von griechisch katholikos ‚allgemein‘, ‚weltumspannend‘ oder ‚universal‘) vermieden und durch Formulierungen wie „christliche Kirche“ (vor allem in lutherischen Kirchen), „allgemeine Kirche“ oder „allgemeine christliche Kirche“ (vor allem in unierten und reformierten Kirchen) ersetzt. Der evangelische Pfarrer Herbert Goltzen formulierte 1972, dass die Zeile „die heilige katholische Kirche“ entsprechend der ursprünglichen Bedeutung auch in den evangelischen Kirchen verwendet werden sollte.
1974 äußerte die Theologische Kommission der Vereinigung selbständiger evangelisch-lutherischer Kirchen zur Neuformulierung der ökumenischen Fassung, sie sei „nicht frei von sinnverändernden Übersetzungsfehlern“, wobei vor allem die Artikel „hinabgestiegen in das Reich des Todes“ und „Auferstehung der Toten“ strittig sind. In einer Stellungnahme aus dem Jahr 2004 heißt es dagegen, diese Artikel seien sachgerechte Übersetzungen. Zu den Formulierungen „niedergefahren zur Hölle/hinabgestiegen in das Reich des Todes“ bzw. „Auferstehung des Fleisches/der Toten“ werden Vor- und Nachteile der Alternativen aufgeführt. Eine schärfere Kritik der ökumenischen Übersetzung und ihres Zustandekommens veröffentlichte 1989 Heinrich Kraft.
Die Übersetzung der Aussage in communionem sanctorum („an die Gemeinschaft der Heiligen“) wurde stets dreifach verstanden:
1. als Gemeinschaft der Heiligen, das heißt der Kirchenglieder untereinander,
2. als Neutrum, „Gemeinschaft am Heiligen“, das heißt an den Sakramenten oder sogar allen Gütern der Kirche (Thomas von Aquin),
3. als „Gemeinschaft mit den Heiligen“, also den bereits Vollendeten/Gestorbenen.